# Ermita de la Virgen de la Huerta (Libros)
La ermita Virgen de la Huerta es un templo católico situado en el término municipal de Libros, provincia de Teruel, (Comunidad Autónoma de Aragón, España).

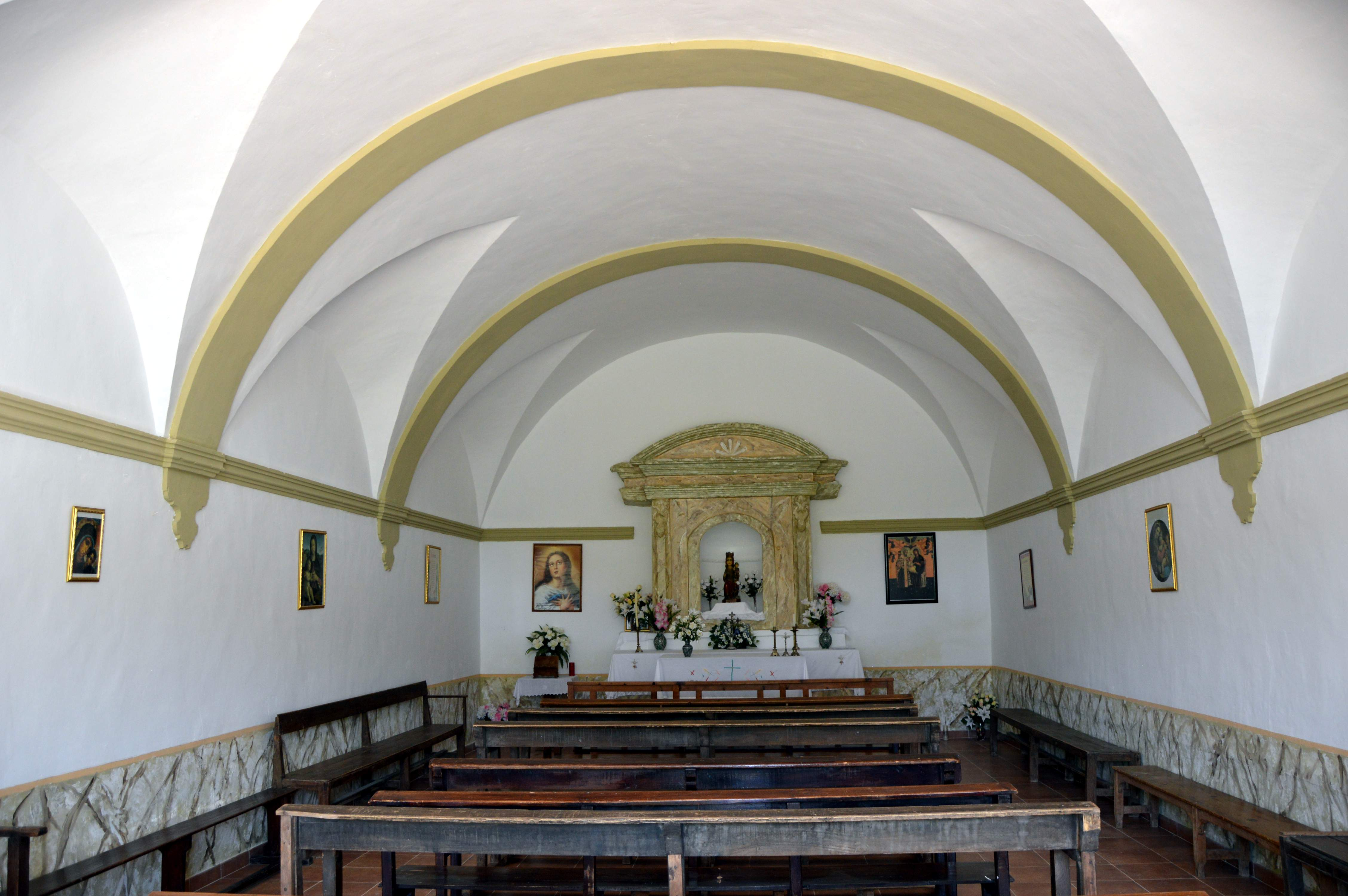
Vista general (interior) de la Ermita Virgen de la Huerta en Libros, Teruel (2017).

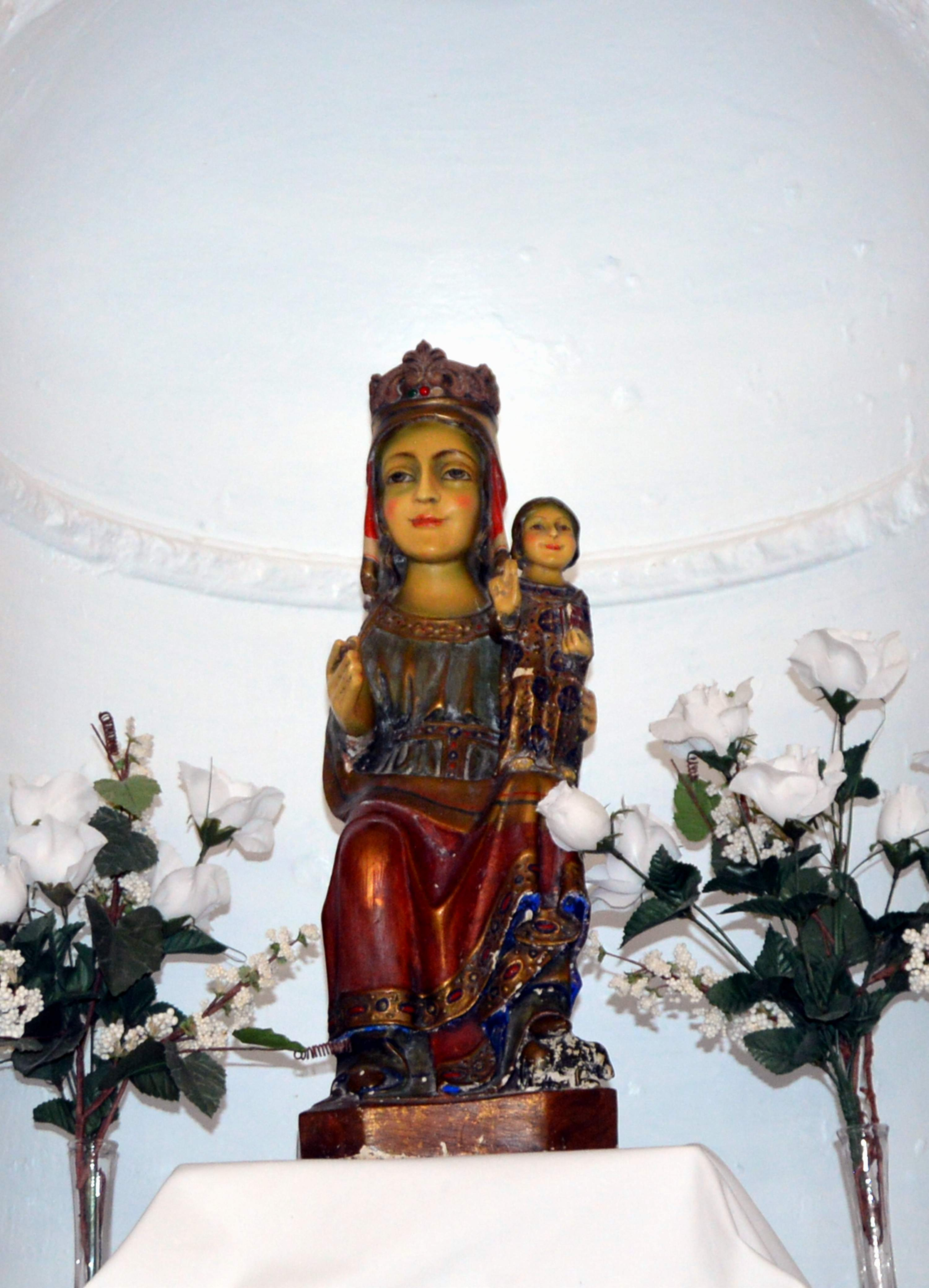
Detalle de la imagen románica de la Virgen de la Huerta en la ermita de su advocación en Libros, Teruel (2017).

El actual edificio data de los años treinta (1936), se halla en el barrio de Las Eras, en el extremo meridional de la población, sobre la vega del Turia.

## Historia
Libros es un pueblo de antigua tradición historiográfica, las primeras referencias documentales datan de finales del siglo XII, cuando formaba parte de las aldeas de Villel, cuyos términos y pertenencias fueron donados por Alfonso II de Aragón a la Orden de Monte Gaudio, en 1187. A finales de la década siguiente, en 1196, dicha orden se fusionó a la del Temple, siendo este el momento en que Villel y sus aldeas pasan a los templarios.
Apenas existen referencias documentales a esta Ermita, tal vez hubiera alguna noticia en el antiguo Archivo Parroquial, destruido o desaparecido durante la Revolución Española de 1936. Fray Roque Alberto Faci, en su célebre obra -Aragón, Reyno de Cristo y dote de María Santísima (1750)-, nada dice de esta ermita, tampoco de su Virgen. Quizá porque su imagen no está entre las «aparecidas» o «halladas» en algún momento de la reconquista cristiana de la zona.
Pascual Madoz (1847), al decir de las casas de Libros menciona la iglesia parroquial (San Juan Bautista), «servida por un cura de entrada y provisión ordinaria y un cementerio que en nada perjudica á la salud pública», pero nada dice tampoco de la Ermita Virgen de la Huerta. Sin embargo, en las proximidades de la actual ermita subsisten las ruinas de una construcción de fábrica antigua, basada en muros de tapial y grava enlucidos de yeso. Asimismo, perviven los restos de un antiguo pilón de mampostería en las inmediaciones, correspondiente a la última estación de Vía Crucis local, que antaño llegaba hasta la ermita.
Tampoco se la nombra en el expediente de la Causa General, como objeto de devastación durante la Guerra Civil Española (1936-1939), aunque consta por los testimonios vecinales que la ermita sufrió el saqueo y la destrucción de su contenido ornamental y mueble, así como la quema de la imagen románica de la Virgen.
La fábrica actual es un edificio construido en los años treinta del pasado siglo XX (1936), por hundimiento del ermitorio anterior. La nueva construcción fue mejorada o rehabilitada a finales de los años setenta de la misma centuria (1978), adquiriendo el aspecto que hoy tiene.

## Ubicación y descripción
Se halla en el Barrio de Las Eras, «partida de Santamaría», a un kilómetro del pueblo, en posición meridional respecto del mismo:

«Se trata de una sólida construcción de planta alargada -orientada de este (pies), cabecera (oeste)-, muros de mampostería ordinaria, alto zócalo y cobertura a dos aguas con teja árabe dispuesta en canal y cobija. El alero es sencillo, de ladrillo y teja formando dibujo geométrico. El edificio ha sido restaurado recientemente, rejuntándose sus piedras exteriores con cemento. La fachada principal mira a levante, posee una entrada con semiarco de ladrillo, enmarcando un portón metálico de dos hojas encristaladas. Posee dos ventanas de culto rejadas, una a cada lado de la entrada, y otra arqueada sobre la principal, en la vertical del hastial, coronado éste por una cruz de forja».
Libros, pueblo de Teruel, Alfredo Sánchez Garzón

El interior resulta una estancia agradable, con muros enlucidos pintados en colores claros, piso de ladrillos y cúpula de medio cañón con lunetos, que avanza en tres tramos hasta el presbiterio, elevado un escalón por encima del enladrillado general.
El recinto presbiteral posee un altar exento de madera y otro adosado de obra detrás, con retablo neoclásico de yeso, en cuya hornacina luce una imagen románica de escayola policromada:

«La imagen actual es copia o imitación de la original románica, se trata de una Virgen entronizada (sendente), de rostro amable (esboza una leve sonrisa sin desplegar los labios), coronada y vestida con túnica, la mano derecha tendida. Con el brazo izquierdo sujeta a un Niño (Jesús) erguido sobre su rodilla izquierda, que alza la mano derecha en actitud de bendecir (dedos índice y medio unidos, rectos; pulgar contrapuesto a anular y meñique), mientras sujeta un libro (evangelio) con la izquierda. La Virgen tiene bajo su pie izquierdo un extraño animal, símbolo quizá del demonio».
Libros, pueblo de Teruel, Alfredo Sánchez Garzón

La iconografía tradicional representa a la Virgen de la Huerta (véanse las imágenes de esta advocación conservadas en la Catedral de Tarazona: siglos XIV, XV y XVII) como una Virgen erguida o sendente con el Niño a la izquierda –el Niño lo sujeta con el brazo (en la erguida) o se halla sentado sobre el regazo (en la sedente)-, siendo su característica principal la granada que portan en la mano, bien el Niño bien la propia Virgen. Según el profesor Emilio Luis Lara López (Jaén, 1968), de la Universidad de Jaén (1999), «el fruto del granado es símbolo de la plenitud de la vida y de su renovación continua». Asimismo, el color «brillante y purpúreo» de las semillas de la granda, «significa que la Iglesia mediante la sangre del hijo del Hombre salva de los abismos infernales».
Por otro lado, la mística mariana bajomedieval, empareja ciertos pasajes del Cantar de los Cantares con la Virgen: «tus encantos son jardines de granados con frutos exquisitos», y en el arte copto el granado es símbolo de la Resurrección de Jesús. Igualmente, la iconografía cristiana reproduce la imagen del Niño Dios sentado en el regazo de su Madre con una granada en la mano, significando la Nueva Vida que trae Cristo.

## Culto y devoción
Sin culto habitual, antaño recibía la peregrinación de la feligresía tres veces al año: en la mañana de Pascua de Resurrección (tras el canto de la Aurora por las calles del pueblo), por Pentecostés, «momento en que se iba en procesión, rezando el Santo Rosario y cantando las letanías de los santos», y en el Día de la Santa Cruz (3 de mayo), para la bendición de términos.
Antiguamente la bendición de términos tenía lugar en un cerro frontero al Cementerio Municipal, donde se construyó un pilón de ladrillo coronado con cruz de hierro. El Ayuntamiento ofrecía un refrigerio (pan, olivas), y la gente pasaba el día en las inmediaciones, «celebrando la estación primaveral», lo que constituía una «invocación de la fertilidad, al tiempo que la protección de campos y cosechas».